# Neufgrange
Neufgrange – miejscowość i gmina we Francji, w regionie Grand Est, w departamencie Mozela.
Według danych na rok 1990 gminę zamieszkiwały 1234 osoby, a gęstość zaludnienia wynosiła 172 osób/km² (wśród 2335 gmin Lotaryngii Neufgrange plasuje się na 315. miejscu pod względem liczby ludności, natomiast pod względem powierzchni na miejscu 818.).